# Cory Spedding
Cory Spedding (Cumbria, 2 de julio de 1991) fue la representante del Reino Unido en el Festival de Eurovisión Junior 2004. Ella cantó The best is yet to come y quedó en segunda posición (la primera fue para España, con María Isabel López).
Cory Spedding cantó tocando el piano y vestida de verde. Tras este triunfo, comenzó una gira por varios países donde ha sido un éxito. Su nuevo disco "Orange Flame" promete: Ha hecho varias versiones, incluido "My Inmortal", de Evanescence y "On My Own" del musical Les Miserables.
Nació en Frizington, una pequeña ciudad cerca de Whitehaven, Cumbria. Hasta 2005 estudiaba en el colegio de esa ciudad, y tras su paso por el Festival de Eurovisión Junior 2004 cambió a un prestigioso colegio de Londres.

## Su paso por Eurovisión Junior
Cory quedó segunda en el festival de la canción de eurovisión junior de 2004 interpretando The best is yet to come (En español: Lo mejor está por llegar).
Cory Spedding fue la mejor posición del Reino Unido en el festival junior de Eurovisión.
La televisión encargada de retransmitir y elegir el representante del Reino Unido, la ITV, decidió no elegir representante para 2006 por la baja audiencia del certamen y por los malos resultados.